# 塞法迪犹太人
塞法迪犹太人（西班牙語：Sefardí，希伯来语：סְפָרַדִּי，提比里安注音法：Səp̄āraddî），是指在15世紀被驱逐前，祖籍伊比利半岛並遵守西班牙裔犹太人生活习惯的犹太人。而在以色列，則無論祖籍背景，泛指非阿什肯納茲並在猶太教上實行塞法迪禮的猶太人。塞法迪犹太人屬於猶太教正統派的一支，佔猶太人总数大約20%。由於長期生活在伊比利半島上，生活習慣與其他分支頗為不同。說拉迪諾語。塞法迪一词意思为“西班牙的”、塞法迪是犹太人称呼伊比利半岛的名字。
在15世紀90年代收復失地運動之後，塞法迪猶太人亦被逐出西班牙（1492年阿罕布拉法令）及葡萄牙（1497年），後來分別流散到北非、南歐、東南歐、西歐、西亞、拉丁美洲等地。2015年，西班牙和葡萄牙兩國皆通過法律允許能夠證明其祖籍地的塞法迪猶太人獲得本國公民身份，其中，該法令在西班牙於2019年失效，但葡萄牙則繼續保持開放。
歷史上，塞法迪猶太人通常操葡萄牙語或西班牙語。被從伊比利亞本島驅逐之後，其使用的語言逐漸演化爲獨立的拉迪諾語。
1949年以色列独立战争后，将近850,000名塞法迪犹太人从阿拉伯国家逃离或驱逐，其中约有600,000人迁移至以色列，其他的人则移民至欧洲和美国。
法国犹太人中，塞法迪犹太人占大多数。

## 分支
收復失地運動之後，西班牙對其境內的猶太人給了三個選擇：
- 改信天主教，改信者不會被驅逐；
- 若拒絕改信，需在規定期限內離開；
- 不離開者將被處決。

在西班牙，有一半猶太人（20萬到25萬之間）選擇改宗，另外10萬人選擇被驅逐。在葡萄牙， 由於見識到西班牙驅逐猶太人之後所面臨的經濟動盪，曼紐一世決定比西班牙晚四年再開始驅逐。但是和西班牙不同，葡萄牙不允許猶太人離開，強迫其境內的猶太人改信天主教。
離開的猶太人主要向兩個方向遷徙：向南到北非，或向東到巴爾幹半島或西亞。殖民時代開始後，亦有很多當時設法留下的猶太人後裔遷往拉丁美洲。

### 東方塞法迪猶太人

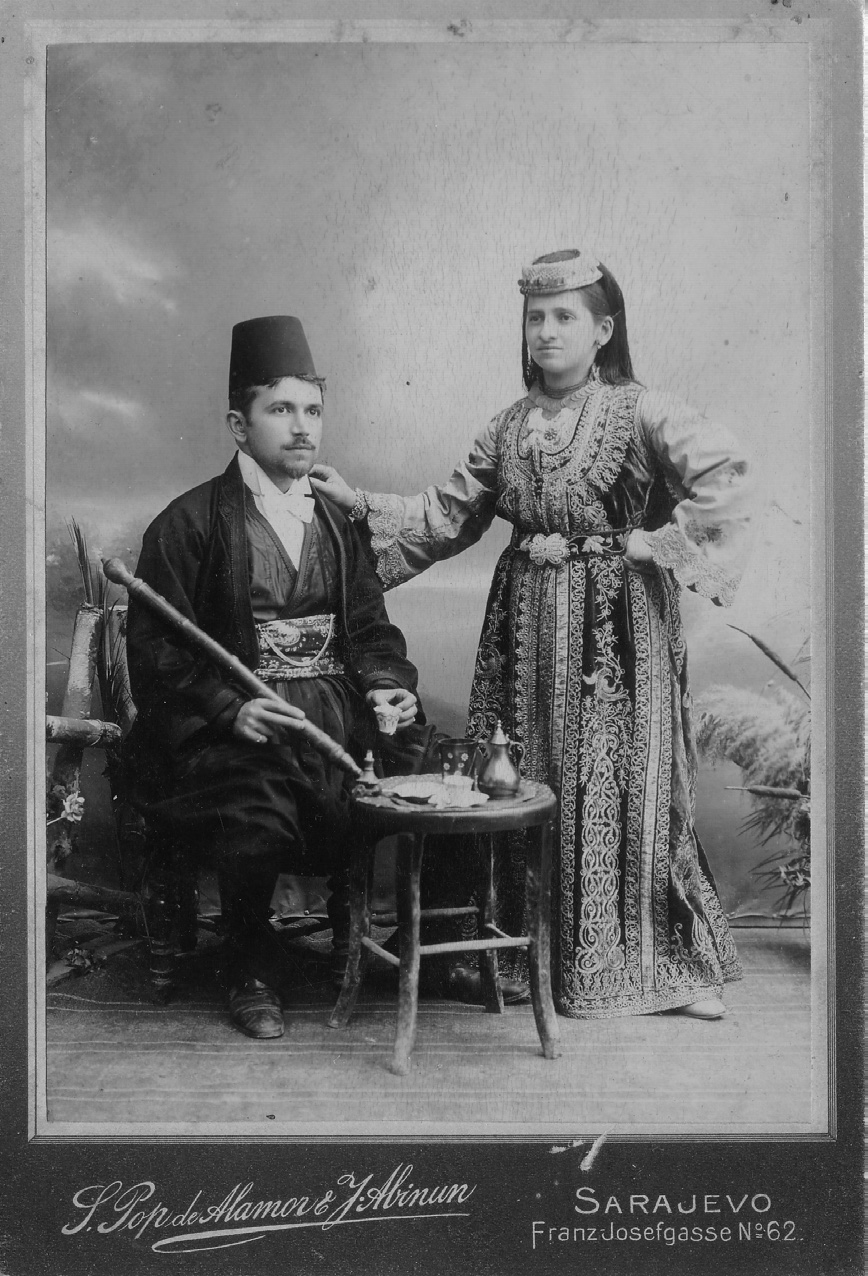
https://en.wikipedia.org/wiki/File:1900_photo_of_a_Sephardi_couple_from_Sarajevo.png

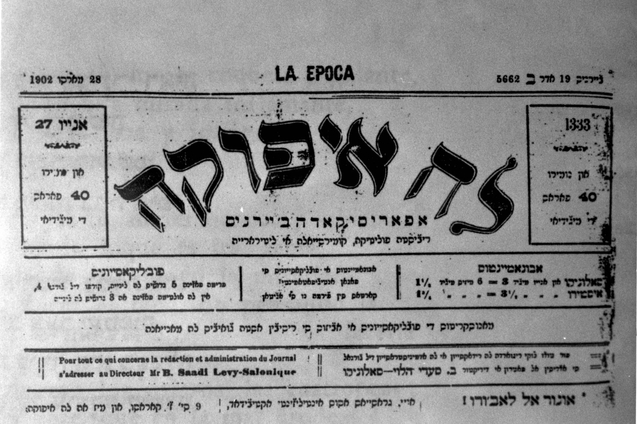
https://en.wikipedia.org/wiki/File:Epoca_1902_Issue.jpg

指遷往奥斯曼帝国的一支。當時帝國的蘇丹巴耶濟德二世聽聞伊比利亞半島的驅逐運動後，甚至有派海軍去接逃難的猶太人。其大多居住在帝國的歐洲部分，尤其是塞薩洛尼基（位於希臘）、士麥那（即今土耳其的伊茲密爾）、伊斯坦布爾（位於今土耳其）和薩拉熱窩（位於波斯尼亞和黑塞哥維那）。部分遷往保加利亞，並被當地本身已有的羅馬尼奧猶太人所吸收。拉迪諾語是該支系的語言，實際上是融合了和希伯來語和土耳其語的一種西班牙語變體。
剩餘的部分遷往帝國的西亞部分，包括敘利亞（大馬士革和阿勒波）、以色列地和伊拉克（巴格達）。雖然埃及位於北非，但是遷往亞歷山卓的猶太人在文化上與其在西亞的同胞更加接近。這些遷往阿拉伯語世界的猶太人放棄西班牙語而改說當地的阿拉伯語，形成猶太-阿拉伯語。同時，在伊拉克、伊朗、也門、敘利亞和土耳其東部的原有猶太社區受新來的猶太移民影響而在傳統和宗教上被同化，最後形成米茲拉希猶太人。 
少量人甚至通過香料商路到達印度南部的馬拉巴爾海岸，演變爲柯枝猶太人。在殖民時期，也有部分猶太人從葡萄牙遷往本國屬地果阿。1560年，葡萄牙設立果阿宗教裁判所，試圖取締或驅逐本地的猶太人。
1948年，大部分東方塞法迪猶太人遷往以色列、美國和拉丁美洲。

### 北非塞法迪猶太人

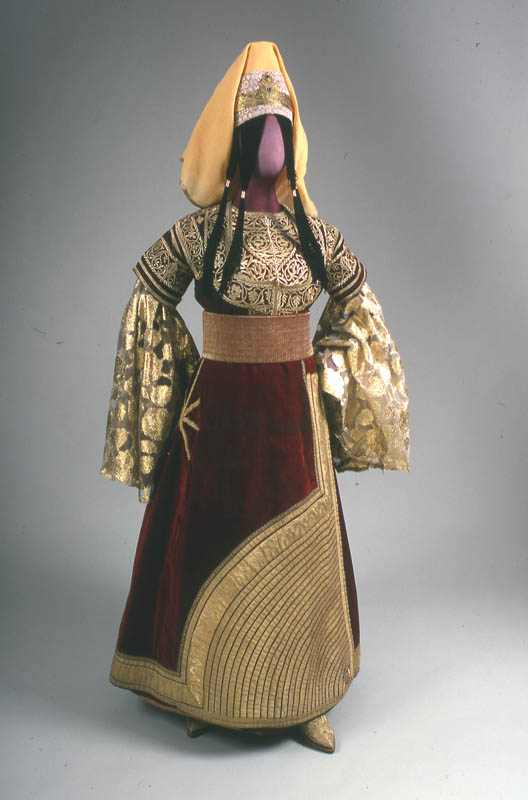
https://en.wikipedia.org/wiki/File:Moroccan_wedding_dress,_19-20th_century_(3551817349).jpg

指出遷往北非地區的一支，多數居住在摩洛哥和阿爾及利亞。該分支傳統上使用拉丁諾語和猶太-阿拉伯語，但在19世紀之後，開始轉用現代西班牙語、法語和意大利語。1870年，時任法務部長阿道夫·克雷米厄簽署了克雷米厄法令，授予猶太人法國公民權。因此，阿爾及利亞猶太人也被視為黑腳。1897年阿爾及利亞因而爆發了反猶太暴動。而第二次世界大戰期間，克雷米厄法令被維希法國廢除，猶太人在1940年-1943年甚至有職業限制。1943年猶太人的法國公民權得以恢復。
該支在第二次世界大戰之後共有兩次移民潮：第一是1948年阿拉伯國家開始驅趕猶太人；第二是1962年法國開始從阿爾及利亞撤軍。大部分猶太人遷往以色列（140萬）、法國（36萬）和美國（30萬）。1962年法國從阿爾及利亞撤軍後，又有另外一波移民潮。直至2015年，仍有1萬猶太人依然生活在摩洛哥。

### 西方塞法迪猶太人
該支指收復失地運動後因希望留在原地而改信天主教，但後來又重新歸順猶太教的分支。1492年開始，西班牙公佈法令允許離開的猶太人回歸，並賠償其原先在西班牙的財產，但前提是必須改宗天主教。該法令一直維持有效至1499年。
1492年從西班牙離開後，大部分塞法迪猶太人選擇遷往尚未開始驅逐運動的葡萄牙，猶太人甚至曾經一度佔葡萄牙總人口的15%。但好景不長，葡萄牙於1497年開始跟隨西班牙的政策，但同時由於殖民活動需要大量勞動力，而又千方百計阻止猶太人離開。很多猶太人因此被派往一些葡萄牙的非洲海外殖民地，例如維德角、聖多美和普林西比等。
改宗之後的猶太人依然面臨歧視，一些背地裏繼續信仰猶太教的人一直到18世紀中期仍受到宗教裁判所的殘酷迫害，導致該支猶太人大量離開，遷其他在宗教上較爲寬容的歐洲國家，例如荷蘭、德國、比利時、法國、意大利和英格蘭等。除了歐洲國家，當時亦有部分改宗者遷往拉丁美洲的西葡殖民地。這些猶太人很多在離開伊比利亞半島後又重新嘗試改信祖教，此時離最初的驅逐運動已經歷經了三、四代人。但已經遷往拉丁美洲的分支仍然面臨西葡政權的宗教裁判威脅，故只有少部分能夠改信猶太教，成功者包括後來遷往荷蘭在拉美殖民地的移民，例如庫拉索等。
同時，塞法迪猶太人又積極地參與荷蘭在拉丁美洲的殖民活動，在荷蘭與1621年建立西印度公司的時候給予了不少支持。在荷屬巴西時期，很多阿姆斯特丹的猶太裔工人響應政府呼籲遷往巴西。1636年，卡哈爾祖爾以色列猶太會堂建於巴西城市利斯菲，當地絕大部的白人居民大多爲由於葡萄牙宗教裁判所迫害而出逃的猶太人。在荷屬巴西淪陷後，很多當地猶太人逃往新阿姆斯特丹，亦即今天的紐約。美洲很多古老的猶太會堂亦是由該分支所建立，例如以色列余民會堂。委內瑞拉總統尼古拉斯·馬杜羅的祖先正是當時遷往新世界的猶太人。

### 被迫改宗者
由於各種歷史原因，很多當時被迫改宗者及其後代在長達五個世紀的時間中並無法成功改信祖教。該分支被稱爲 Bnei Anusim（希伯來語בני אנוסים ספרדיים），意思爲“被脅迫者之子”。根據以色列猶太事務局的統計，這些被迫改宗者的後代數量有幾百萬之多，超過以上三個分支的人數總和。根據相關基因研究。現時西班牙卡斯蒂利亞語地區的居民，有20%擁有塞法迪猶太人基因。

## 語言
塞法迪猶太人是典型的多語民族，在其漫長的移民史中，該族群曾經常用的語言有意大利語、阿拉伯語、希臘語、土耳其語和荷蘭語等。而自19世紀以來，則主要使用兩種語言：現代希伯來語以及法語，後者最先經以色列民族大學聯盟在猶太人中推廣，同時亦是法屬北非三國（阿爾及利亞、突尼斯和摩洛哥）塞法迪猶太人的主要語言，並隨着北非國家獨立之後引發的移民潮而散播到其他國家。
但塞法迪猶太人最具代表性的傳統語言則是拉迪諾語。該語實際上由中世紀西班牙語爲基礎，融合了希臘語、阿拉伯語、希伯來語和法語而形成。拉迪諾語主要有兩個分支：東支主要在地中海東岸使用，而西支則在北非使用（後者亦稱哈克蒂亚语）。
東支拉迪諾語以其保守著稱，基本保留了中世紀西班牙的音系、詞法和詞彙，並吸收大量的土耳其語，以及少量的希臘語和南斯拉夫語藉詞。而西支拉迪諾語則從馬格里布阿拉伯語引入海量藉詞，甚至連藉詞的發音亦一同保留，可謂是莫扎拉布語之外受阿拉伯語影響最深刻的羅曼語族語言。在西屬摩洛哥期間（1921-1956年），西支又受標準西班牙語極大衝擊，以致現今摩洛哥現存的猶太人，其日常用於主要是西班牙语的安达卢西亚方言。另外，無論東西兩支，都有使用希伯來藉詞的習慣，但比意地緒語要少。
哈克蒂亚语（西支）目前已經是死語，而東支的處境則稍好，主要目前以色列國內正有努力通過傳媒、小學和大學課程復甦該語。但是一些地區變體（例如在波斯尼亞、馬其頓、保加利亞、羅馬利亞、希臘和土耳其等）已經消亡，目前該語的前景黯淡。
至於從葡萄牙遷出的塞法迪猶太人，則使用猶太葡萄牙語。該語隨着地理大發現而傳往美洲，並對荷屬加勒比的通用語——帕皮阿門托語及蘇里南語產生一定影響。
在西班牙定居了數個世紀，塞法迪猶太人對西班牙語文學的建立亦功不可沒。當時社區的拉比主要用葡萄牙語和西班牙語爲講經語言，一些步道至今依然有文字記錄。

## 歷史

### 早期歷史
目前學界對塞法迪猶太人的起源尚無定論，但有零星記錄表明在羅馬時期之前，猶太人就已經開始在伊比利亞半島定居。
《希伯萊聖經》中的《俄巴底亞書》（1:20）寫道：“在迦南人中被擄的以色列眾人必得地直到撒勒法，在西法拉中被擄的耶路撒冷人必得南地的城邑。”部分學者認爲，“西法拉”（希伯來語：‎）指的就是西班牙。
而最早有提及到塞法迪猶太人的文獻，可能要數《羅馬書》。部分學者諸如弗拉維奧·約瑟夫斯等認爲，保羅之所以試圖到西班牙傳播福音，是因爲當地有猶太人社區。同時公元39年，希律·安提帕斯被卡利古拉所放逐，有說法指出其流放之地正是西班牙。
而羅馬統治西班牙期間，艾爾維拉會議通過的教會法則最早直接大篇幅提到猶太人，內容涉及基督徒對猶太人的行爲規範。從所頒行的教令來看，當時羅馬教會對於異教徒和猶太人，可能更加提防後者——譬如教令第16規定基督徒與猶太人不得通婚，該條文的措辭亦比教令第15（禁止基督徒和異教徒通婚）更加強烈，同時教令第78更是直接威脅與猶太人通姦者將被直接放逐。
但對比當時生活在意大利和拜占庭帝國的同胞而言，居住在伊比利亞半島的猶太人處境要容易得多。個中因由，大部分是因爲當時的羅馬教會尚未能在帝國的西面邊境立穩腳跟。當時西部的日耳曼部落，尤其是西哥特人，依然是教會頭痛的挑戰。
後來西哥特人趕走了羅馬人並佔領了伊比利亞半島。但早期的西哥特人大多屬於亞略教派，故對天主教會的教令並不感興趣。但506年開始，西哥特王國的皇室成員開始改宗天主教，猶太人的處境開始急轉直下，驅逐、強制改宗、孤立、奴役、處決等成爲日常。公元612-621年間，不少猶太人因不堪忍受而逃往北非。公元711年，當穆斯林佔領伊比利亞半島時，軍隊中就不乏有當時遷往北非避難的猶太人。

### 穆斯林統治時期

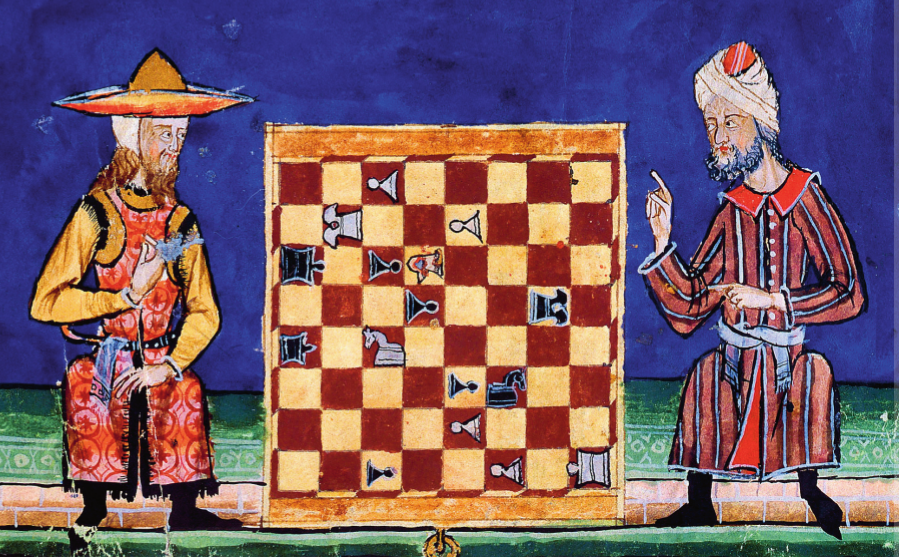
https://en.wikipedia.org/wiki/File:Al-andalus_229.png

公元711年，塔里克·伊本·齊亞德帶領的軍隊擊敗西哥特王國，開始對伊比利亞半島進行長達數個世紀的統治。雖然伊斯蘭教法中存在對齊米（亦即其他一神教教徒，或稱有經者）的限制，但猶太人的生活處境對比舊朝大有不同，這亦是爲何無論是穆斯林還是基督徒的記錄，都明確指出猶太人對摩爾人提供了有力的協助。
穆斯林統治期間，亦被認爲是塞法迪猶太人的黃金時期。當時不少其他地區的猶太人亦被西班牙的寬容及機會所吸引而紛沓而來。當地的猶太族群故兼容并蓄了不少其他地區猶太人的文化。阿拉伯人在文化、思想和技術上的輝煌成就同樣極大地影響着塞法迪猶太人，並爲後者所吸收。此時期的猶太人文明昌盛，更是在阿卜杜拉赫曼三世 (882–942)的統治下達到了巔峯，其重臣哈斯代·本·沙普鲁特本身也是猶太人，大力支持希伯來語的文學和語言學發展。除此之外，沙普魯特甚至曾致信拜占庭帝國女王海伦娜·莱卡彭，勸其對其治下的猶太人同樣亦溫厚對之。
當時阿拉伯王朝四處收集了繁富的古希臘文獻，當中很多經由猶太人翻譯爲拉丁語，爲後來歐洲的文藝復興奠基。此時期的塞法迪猶太人中，對歐洲經院哲學影響最深的大約是伊本·蓋比魯勒，其新柏拉圖主義鉅著《生命泉》在中世紀時期一直爲各修道院所拜讀鑽研。
11世紀早期，伍麥亞王朝覆滅，伊比利亞半島被各穆斯林小國割據，但這反而爲猶太人帶來了機會——無論是穆斯林還是基督徒統治者，都需要猶太裔科學家、醫生、商人、詩人和學者等所提供的服務。
在此期間，對猶太人造成死傷最大的迫害，要數公元1066年的格拉納達大屠殺。根據1906年出版的《猶太教百科全書》，有1500戶猶太家庭，共計4000人慘遭屠殺。但後世的歷史研究指出這可能有誇大之處。
猶太人的黃金時期事實在收復失地運動之前就已經結束。其衰落最初由穆拉比特王朝對半島的滲透帶來。該王朝奉行原教主義，並開始要求猶太人改宗伊斯蘭教，否則將被處死，很多猶太人亦因此再度踏上避難之路，不少向南和向東尋找更加寬容的穆斯林領地，亦有一些向北遷往正在崛起之中的基督教王國。
但隨着12世紀收復失地運動開始，北方的基督教王國反而成爲猶太移民的首選之一。因爲當時很多北方的城市爲戰爭而滿目瘡痍，急需猶太裔人才幫助重建，同時塞法迪猶太人出色的阿拉伯語，以及對阿拉伯文化的熟悉，亦使他們成爲優秀的外交官。很多基督教王國給予其自治權，猶太社群因此迎來了短暫的春天，但與其黃金時期相比，已是不可同日而語。

### 猶太人大屠殺

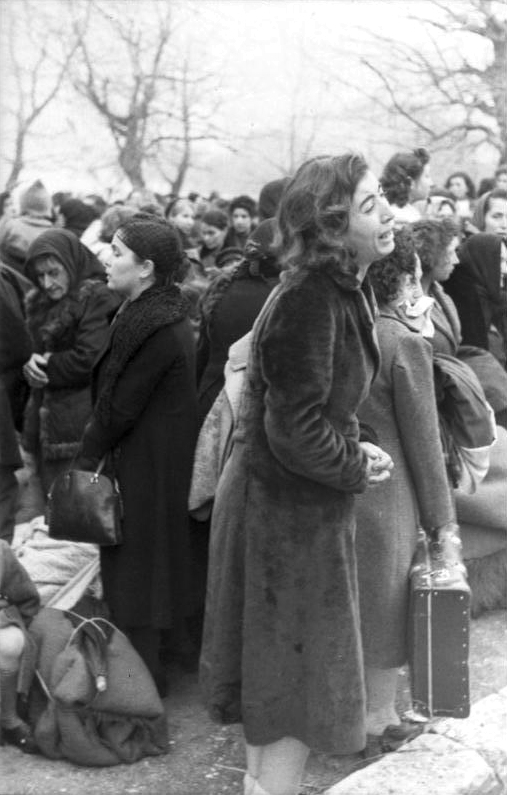
https://en.wikipedia.org/wiki/File:Bundesarchiv_Bild_101I-179-1575-08,_Ioannina,_Deportation_von_Juden.jpg

二戰期間的納粹大屠殺爲塞法迪猶太人帶來滅頂之災。從法國和荷蘭，到西南方的荷蘭和南斯拉夫，很多當地的塞法迪猶太人社區幾乎全部消失。
二戰前夕，生活在南斯拉夫和希臘北部的猶太人大概有五萬，在1941年軸心國入侵希臘後，這些猶太人遭受了系統性的折磨，並最終被送往奧斯威辛集中營。
生活在波斯尼亞和克羅地亞的猶太人則生活在克羅地亞獨立國政權的陰影之下，亦難逃被處決的命運。馬其頓和色雷斯的猶太人則被同爲軸心國的保加利亞政權轉交給了德國人。但保加利亞本國的五萬猶太人卻由於其社會各界包括議員、教會及知識分子的竭力保護下而免受驅逐。
法屬北非的猶太人在維希政權下也遭受各類和法國本土一樣的反猶主義迫害，意屬利比亞的分支命運亦大同小異。但這些生活在北非的猶太人卻有幸避免了更加極端的納粹政策，尤其是火炬行動之後，40萬北非猶太人得以倖免一死。縱觀當時的歐洲大陸及地中海區域，亦只有保加利亞本土、丹麥和北非的猶太人能夠成功避免遭受種族滅絕屠殺。

### 現代伊比利亞半島的猶太人
根據調查，現今有五萬猶太人依然生活在西班牙。在葡萄牙亦有小型的猶太社區，人數在兩千到三千之間。這些猶太人大部分是西班牙結束摩洛哥北部統治之後而回遷半島的移民。在直布羅陀有一個人數達600人的塞法迪猶太人社區。
2011年，西班牙帕爾馬的胡塔人被以色列追認爲猶太人。其人數大概有一萬八千人。同樣，在葡萄牙的貝內貝拉克，亦有部分當年改宗者的後代在20世紀70年代開始改信祖教，並在1996年建立了一座猶太公會。但該族群至今仍未被以色列承認。

#### 塞法迪猶太人的西班牙公民權
1924年，西班牙米格爾·德里維拉獨裁政權宣佈1930年之前，當年被驅逐的猶太人可以重獲西班牙公民權。當時西班牙外交官安赫尔·桑斯-布里斯亦利用該條法令，成功解救了一些納粹政權下的匈牙利猶太人。
2015年，西班牙政府通過法令，授予所有與西班牙有歷史聯繫的塞法迪猶太人本國公民權，且沒有居留要求（在此之前，歸化者需在西班牙居住區住滿兩年）。申請者需要提供相關證明，並且通過西班牙政治、語言和文化考試。法令在2019年10月1日失效。
但根據申請者的反響，申請程序實際上冗長且花費巨大，通常要等八到十個月才能有結果通知。直至2018年3月，6,432人成功通過該法令獲得西班牙公民權。西班牙政府稱一共收到了13萬份申請。

#### 塞法迪猶太人的葡萄牙公民權
2015年，葡萄牙政府通過法令允許當年被驅逐的猶太人後代獲得葡萄牙公民權。申請者通常需要提交和西班牙政府要求類似的證明，個別情況下，家庭語言或姓氏亦可被納入考慮範圍。直至2017年7月，葡萄牙政府共收到五千份申請，申請大部分來自巴西、以色列和土耳其，當中接近兩千人成功獲得公民權。

## 曾獲諾貝爾獎人士
- 1906年——亨利·莫瓦桑（化學）
- 1911年——托比亞斯·阿賽爾（和平）
- 1959年——埃米利奧·塞格雷（物理）
- 1968年——勒內·卡森（和平）
- 1969年——薩爾瓦多·盧瑞亞（醫學）
- 1980年——巴茹·貝納塞拉夫（醫學）
- 1981年——埃利亞斯·卡內蒂（文學）
- 1985年——法蘭高·莫迪利安尼（經濟）
- 1986年——麗塔·列維-蒙塔爾奇尼（醫學）
- 1997年——克洛德·科昂-唐努德日（物理）
- 2012年——塞爾日·阿羅什（物理）
- 2014年——帕特里克·莫迪亞諾（文學）

## 外部連結
Genealogy:
- Sefardies.org  Sephardic Genealogy and official web in Spain
- Sephardic Genealogy （页面存档备份，存于）
- Multiple searchable databases for Sephardic genealogy （页面存档备份，存于）
- Consolidated Index of Sephardic Surnames （页面存档备份，存于）
- Extensive bibliography for Sephardim and Sephardic Genealogy （页面存档备份，存于）註釋